# Buslijn 33 (Brussel)
Bus 33 is een elektrische buslijn uitgebaat door de Brusselse vervoersmaatschappij MIVB, die tussen Louiza en Dansaert rijdt.

## Geschiedenis
Nummer 33 werd in het verleden al tweemaal toegekend aan een tram- of buslijn. De eerste keer was dat van 23 april 1910 t.e.m. 16 april 1968 voor tramlijn 33 tussen Watermaal en Naamsepoort. Deze tramlijn werd op 13 oktober 1960 vervangen door een buslijn, maar het traject en de lijnnummer werden behouden.
In het kader van een nieuw avondnet riep de MIVB op 30 juni 2008 opnieuw een tramlijn 33 in het leven. Deze liep tussen Bordet Station en Stalle (P). De avondlijn werd op 1 september 2011 al meteen weer afgeschaft. De kenkleur van de laatste tramlijn was dezelfde (roze) als dat van de huidige buslijn.

## Tarief
Deze buslijn is toegankelijk voor elk vervoersbewijs van de MIVB zonder enige toeslag (cf. buslijn 12).